# Shiokawa Masajūrō

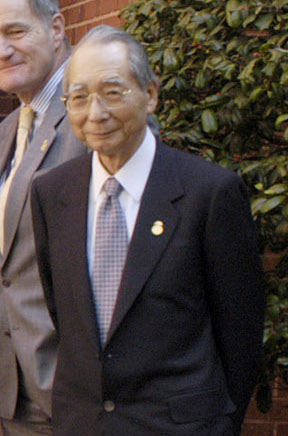
Shiokawa Masajūrō als Finanzminister im April 2003

Shiokawa Masajūrō (jap. 塩川 正十郎; * 13. Oktober 1921 in Fuse (heute: Higashiōsaka), Präfektur Osaka; † 19. September 2015 in Osaka) war ein japanischer Politiker der Liberaldemokratischen Partei (LDP), Abgeordneter im Shūgiin, dem japanischen Unterhaus, sowie mehrfach Minister. Innerhalb der LDP gehörte er der Fukuda-→Abe-→Mitsuzuka-→Mori-Faktion an. Seit 2006 war er Vorsitzender des Jiyū Kokumin Kaigi („Liberaler Volkskongress“), einer Massenorganisation der LDP.

## Leben
Auf Wunsch seines Vaters studierte Shiokawa Wirtschaftswissenschaften an der Tokioter Keiō-Universität, wo er sich für die Vorlesungen des Ökonomen Takahashi Seiichirō begeisterte. Während seines Studiums wurde er im Rahmen der Studentenmobilisierung (学徒出陣, gakuto shutsujin) im Dezember 1943 eingezogen. Im Militär erhielt er im März 1944 seinen Universitätsabschluss.
Nach Kriegsende gründete Shiokawa ein Unternehmen, wurde 1957 Vorsitzender des Jungunternehmerverbandes (Seinen Kaigisho) Fuse und 1958 geschäftsführender Direktor (jōmu riji) der Genossenschaftsbank Kōyō shin’yō kumiai (弘容信用組合, heute Teil der Nozomi Shin’yō Kumiai). Von 1964 bis 1966 war er stellvertretender Bürgermeister (joyaku) von Fuse und wirkte an der Vorbereitung der Gemeindezusammenlegung zu Higashiōsaka mit.
Bei der Shūgiin-Wahl 1967 wurde Shiokawa im SNTV-Viermandatswahlkreis Osaka 4 als Kandidat der LDP mit dem zweithöchsten Stimmenanteil erstmals ins Parlament gewählt. Von 1972 bis 1973 war er parlamentarischer Staatssekretär (seimujikan) im MITI, von 1976 bis 1977 stellvertretender Chefkabinettssekretär. In der Partei gehörte er bald mit Mori Yoshirō, Katō Mutsuki und Mitsuzuka Hiroshi zu den sogenannten „vier Tennō der Abe-Faktion“ (安倍派四天王, Abe-ha shi-tennō), die als potentielle Nachfolger von Abe Shintarō im Vorsitz der Faktion galten. Er beschäftigte sich vor allem mit Steuer- und Wirtschaftspolitik und wurde unter anderem als Vorsitzender des Steuerausschusses der LDP während der Einführung der Grundsteuer bekannt. Erstmals Minister wurde Shiokawa 1980 als Verkehrsminister im Kabinett Suzuki (bis 1981). 1986 ersetzte er den zurückgetretenen Kultusminister Fujio Masayuki im 3. Kabinett Nakasone (bis 1987). Im kurzlebigen Kabinett Uno war er 1989 Chefkabinettssekretär sowie von 1991 bis 1992 Innenminister und Vorsitzender der Nationalen Kommission für Öffentliche Sicherheit im Kabinett Miyazawa. Unter Hashimoto Ryūtarō war er von 1995 bis 1996 Vorsitzender des Exekutivrats der LDP.
Bei der Shūgiin-Wahl 1996 kandidierte Shiokawa im neuen FPTP-Einzelwahlkreis Osaka 13 und unterlag Nishino Akira (damals NFP). Im Jahr 2000 konnte er den Wahlkreis zurückgewinnen. Bei der Wahl des LDP-Vorsitzenden 2001 leitete Shiokawa den Wahlkampf des Kandidaten der Mori-Faktion, Koizumi Jun’ichirō, der ihn nach seinem Sieg als Finanzminister in sein erstes Kabinett berief. Angesichts der relativen Stärke von jungen Politikern, Frauen und Nicht-Abgeordneten in Koizumis Kabinett galt die Berufung eines fast 80-jährigen Finanzministers als Überraschung. Von der jüngeren Generation erhielt er den Spitznamen Shiojī (塩爺). Er galt als Verbündeter Koizumis und Stütze seiner Reformen. 2003 kandidierte Shiokawa nicht mehr für das Shūgiin und zog sich aus der aktiven Politik zurück.
Von 1988 bis 1989 und von 1989 bis 2001 war Shiokawa Vorsitzender (rijichō) der Tōyō-Universität, seit 2004 war er dort Präsident (sōchō). Seit 2004 war er außerdem Mitglied des geschäftsführenden Ausschusses des japanischen Sumōverbandes und Vorsitzender des Vorstands des Go-Verbandes Kansai Kiin.

## Ehrungen
Am 24. Mai 2004 wurde Shiokawa zum Ehrenbürger der Stadt Higashiōsaka ernannt.
Auf dem Itakura-Campus der Tōyō-Universität in Itakura, Präfektur Gunma steht eine Bronzestatue Shiokawas, die seine Verdienste um die Universität würdigen soll.

## Familie
Shiokawa war der älteste Sohn des früheren Bürgermeisters von Fuse, Shiokawa Shōzō (正三). Sein jüngerer Bruder Jirō war Professor an der Universität Osaka.

## Werke
- ある凡人の告白 – 軌跡と証言, Fujiwara Shoten, ISBN 978-4-89434-691-8.